# Rosa/Un tocco in più
Rosa/Un tocco in più è un singolo della cantante Nada, pubblicato dalla Polydor Records, nel 1980. Gli arrangiamenti di entrambi i brani sono stati curati da Alessandro Centofanti. Entrambi i brani saranno presenti nella compilation Ti stringerò, pubblicato nel 1982.

## Tracce
Lato A
1. Rosa – 4:05 (Maurizio Piccoli)

Lato B
1. Un tocco in più – 4:15 (F.M. Caruso, Mauro Lusini, Schiorre)